# Grallipeza imbecilla
Grallipeza imbecilla är en tvåvingeart som beskrevs av Günther Enderlein 1922. Grallipeza imbecilla ingår i släktet Grallipeza och familjen skridflugor. Inga underarter finns listade i Catalogue of Life.